# KPMG
KPMG (англ. Klynveld Peat Marwick Goerdeler, KPMG) — міжнародна мережа фірм-членів KPMG International, яка об'єднує 189 000 професіоналів у понад 150 країнах світу. В Україні KPMG здійснює свою діяльність з 1992 року.

## Історія фірм KPMG
Історія фірм-членів мережі KPMG International охоплює три століття. Абревіатура KPMG складена з початкових літер імен засновників компанії, і історію їхніх фірм можна вважати історією KPMG.
- «K» — Клейнвелд (Klynveld). Піт Клінфельд відкрив в Амстердамі бухгалтерську фірму Klynveld Kraayenhof & Co. в 1917 році.
- «P» — Піт (Peat). Вільям Барклай Піт заснував у Лондоні в 1870 році бухгалтерську фірму William Barclay Peat & Co.
- «M» — Марвік (Marwick). Джеймс Марвік спільно з Роджером Мітчелом створив у Нью-Йорку в 1897 році бухгалтерську фірму Marwick, Mitchel & Co.
- «G» — Герделер (Goerdeler). Др. Райнхард Герделер протягом багатьох років був головою Deutsche Treuhand-Gesellschaft, а пізніше головою KMG. Він заклав основу для об'єднання KPMG.

У 1911 році William Barclay Peat & Co. і Marwick, Mitchel & Co. об'єдналися в компанію, що згодом отримала назву Peat Marwick International (PMI), одну з найбільших міжнародних компаній з бухгалтерського обліку та консультаційних послуг.
У 1979 році фірма Клейнвелд об'єдналася з Deutsche Treuhand-Gesellschaft і міжнародною фірмою McLintock Main Lafrentz в одну — Klynveld Main Goerdeler (KMG). B 1987 році почалося об'єднання провідних бухгалтерських фірм PMI і KMG в одну компанію — KPMG (у Великій Британії компанія називалася Peat Marwick McLintock). 1990 року компанія отримала назву KPMG Peat Marwick McLintock, в 1991 році фірма була перейменована в KPMG Peat Marwick. 1999 року назва була скорочена до KPMG.
У 1997 році KPMG Peat Marwick і Ernst & Young оголосили про своє об'єднання, що було розцінено швидше як спроба перешкодити злиттю Price Waterhouse та Coopers & Lybrand. Однак це злиття та утворення PricewaterhouseCoopers було схвалено владою, тоді як KPMG і Ernst & Young незабаром відмовилися від об'єднання.
У 2001 році KPMG продала свою американську консалтингову фірму KPMG Consulting за допомогою первинного публічного розміщення акцій. На початку 2009 року ця фірма, яка називалася тепер BearingPoint, звернулася за захистом від банкрутства по главі 11 і розпочала продаж активів компаніям Deloitte, PricewaterhouseCoopers та іншим.
У 2002 році британський і нідерландський консалтингові підрозділи були продані Atos Origin.
У 2003 році юридичний підрозділ Klegal і консультативна служба KPMG відійшли до FTI Consulting.
У жовтні 2007 року фірми — члени KPMG у Великій Британії, Німеччині, Швейцарії та Ліхтенштейні об'єдналися в товариство KPMG Europe. Пізніше до цього товариства приєдналися фірми-члени з Іспанії, Бельгії, Нідерландів, Люксембургу, СНД (Росія, Киргизія, Казахстан, Вірменія і Грузія), України ,Туреччини, Норвегії та Саудівської Аравії. У товаристві були призначені співголови, якими стали Джон Гріффіт-Джонс і Ральф Нонненмахер. Штаб-квартира товариства знаходиться у Франкфурті-на-Майні (Німеччина). У грудні 2008 року було оголошено, що 2,37 мільярда долларів в двох фондах групи Tremont, яку аудіювали KPMG, було вкладено в «піраміду» Мейдоффа.

## KPMG в Україні
KPMG запрацювала в Україні у 1992 році. Основними послугами компанії є надання аудиторських та консультаційних послуг з податкових та фінансових питань клієнтам, серед яких більшість найбільших українських та міжнародних компаній, а також цілий ряд неурядових організацій та фінансових інститутів. KPMG Україна підпорядковується офісу KPMG СНД у Москві, який з 2009 року підпорядковується KPMG Europe LLP.
KPMG в Україні включає ТОВ «КПМГ-Україна», ПрАТ «КПМГ Аудит» та АО «КПМГ ПРАВО». Фірма має два офіси у Києві, Львові (з 2010 до травня 2014 року український підрозділ KPMG також мав офіс у Донецьку, але через політичну ситуацію на сході України він був закритий).
- Керівний партнер KPMG в Україні Андрій Цимбал (з березня 2014 року дотепер).
- Керівний партнер KPMG в Україні Флоріс Шурінг (з жовтня 2009 року до березня 2013 року).